# Stati Uniti d'America ai XVII Giochi olimpici invernali
Gli Stati Uniti d'America parteciparono ai XVII Giochi olimpici invernali, svoltisi a Lillehammer, Norvegia, dal 12 al 27 febbraio 1994, con una delegazione di 147 atleti impegnati in dodici discipline.